# Euploea manusi
Euploea manusi är en fjärilsart som beskrevs av Carpenter 1942. Euploea manusi ingår i släktet Euploea och familjen praktfjärilar. Inga underarter finns listade i Catalogue of Life.